# Danmarks EU-medlemskab
Danmarks EU-medlemskab daterer sig tilbage til 2. oktober 1972, hvor der blev afholdt en folkeafstemning om Danmarks indtrædelse i det, der dengang hed De Europæiske Fællesskaber. Ved afstemningen stemte et flertal på 63,4% ja, og siden 1. januar 1973 har Danmark været med i EF og senere EU.

## Folkeafstemninger
- Folkeafstemningen om Danmarks optagelse i EF, 2. oktober 1972 – stemmeprocent 90,1 – ja: 63,4 % – nej: 36,6 %

Danskerne har siden været ved stemmeurnerne syv gange i forbindelse med ændringer af de traktater, der udstikker rammerne for EU-samarbejdet. Det drejer sig om:
- Folkeafstemningen om EF-pakken, 27. februar 1986 – stemmeprocent 75,4 – ja: 56,2%
- Folkeafstemningen om Maastricht-traktaten, 2. juni 1992 – stemmeprocent 83,1 – nej: 50,7%
- Folkeafstemningen om Edinburgh-aftalen, 18. maj 1993 – stemmeprocent 86,5 – ja: 56,7%
- Folkeafstemningen om Amsterdam-traktaten, 28. maj 1998 – stemmeprocent 76,2 – ja: 55,1%
- Folkeafstemningen om Danmarks deltagelse i den fælles valuta, 28. september 2000 – stemmeprocent 87,6 – nej: 53,2%
- Folkeafstemningen om Danmarks tilslutning til den fælles europæiske patentdomstol, 25. maj 2014 - stemmeprocent: 55,85% - ja: 62,5% - nej: 37,5%
- Folkeafstemningen om retsforbeholdet, 3. december 2015 - stemmeprocent: 71,98 % - ja: 46,9 % - nej: 53,1 %
- Folkeafstemningen om forsvarsforbeholdet, 1. juni 2022

Folkeafstemninger i Danmark om EU skyldes enten, at Folketinget har vedtaget en lov om at afholde et såkaldt konsultativt referendum – vejledende folkeafstemning – om spørgsmålet, eller at grundlovens §20 kræver, at der afholdes bindende folkeafstemning som følge af at Danmark afgiver suverænitet.

## Danmarks fire forbehold
Uddybende artikler: Det Nationale Kompromis og Maastrichttraktaten
Idet et flertal af befolkningen stemte nej til Maastricht-traktaten i 1992, fik Danmark forhandlet en aftale på plads, som betød at Danmark ikke ratificerede Maastricht-traktaten på fire områder:
- Retlige og indre anliggender (Retsforbeholdet): Danmark deltager ikke i det overstatslige samarbejde på rets- og politiområdet
- Forsvar: Danmark deltager ikke i hverken afgørelser eller aktioner på forsvarsområdet
- Unionsstatsborgerskabet: Danmarks forbehold betyder, at unionsborgerskabet ikke erstatter dansk statsborgerskab, men supplerer det
- Euroen: Danmark deltager ikke i den tredje fase af Den Økonomiske Monetære Union med den fælleseuropæiske mønt, euroen

## Rigsfællesskabet og EU
Det færøske hjemmestyre besluttede forud for Danmarks indtræden i EF, at Færøerne ikke ville være medlem af EU, men har en fiskeriaftale og en handelsaftale med EU. Færøerne er heller ikke medlem af EØS-samarbejdet.
Men Grønland blev i 1973 medlem som følge af rigsfællesskabet med Danmark. Efter etableringen af det grønlandske hjemmestyre i 1979 afholdtes en vejledende folkeafstemning om spørgsmålet i 1982, hvor et flertal på 53% stemte nej til grønlandsk EF-medlemskab. Grønland udtrådte af EF med virkning fra 1. februar 1985, men landet har siden haft en associeringsordning med EU omhandlende landets fiskeri.

## Danmarks bidrag til EU's Budget
Danmark betalte i 2007, 2.363 millioner Euro til EU's budget. Danmark modtog 1.449 millioner Euro i bidrag og har dermed et nettounderskud på 914 millioner Euro.